# ویندهام (کنتیکت)
ویندهام شهری در شهرستان ویندهام، کنتیکت می باشد که در سال ۱۹۸۳ به عنوان شهر مرکزی بخش ویندهام ثبت شد. این شهر در برگیرنده روستای ویلی‌مانتیک‌ ویندهام شمالی٬ جنوبی٬ و مرکزی می‌باشد.